# Beaudignies
Beaudignies település Franciaországban, Nord megyében. Lakosainak száma 572 fő (2022. január 1.). Beaudignies Ruesnes, Salesches, Capelle, Escarmain, Ghissignies, Neuville-en-Avesnois, Le Quesnoy és Romeries községekkel határos.

## Népesség
A település népességének változása:
| Lakosok száma | 566  | 564  | 578  | 564  | 560  | 561  | 564  | 568  | 572  |
|               | 2013 | 2015 | 2016 | 2017 | 2018 | 2019 | 2020 | 2021 | 2022 |